# Gualterio (cardinal)
Gualterio (mort v. 1205), est un cardinal  de l'Église catholique du XIIIe siècle, nommé par le pape Innocent III.

## Biographie
Le pape Innocent III  crée Gualterio cardinal  lors du consistoire de décembre 1202.